# Głupia i głupsza
Głupia i głupsza (ang. Blonde and Blonder) – kanadyjska komedia kryminalna z 2007 roku w reżyserii Deana Hamiltona oraz wyprodukowany przez Rigel Entertainment i First Look Studios.
Tytuł filmu to nawiązanie do amerykańskiej komedii z 1994 roku Głupi i głupszy.

## Opis fabuły
Przyjaciółki Dee (Pamela Anderson) i Dawn (Denise Richards), piękne, choć niezbyt mądre blondynki, zatrudniają się w klubie ze striptizem. Stają się świadkami mafijnych porachunków. Członkowie gangu biorą je za płatne morderczynie, Cat i Kit. Zlecają im zabicie szefa chińskiej mafii.

## Obsada
- Pamela Anderson jako Dee Twiddle
- Denise Richards jako Dawn St. Dom
- Emmanuelle Vaugier jako Cat
- Meghan Ory jako Kit, asystentka Cat
- Kevin Farley jako gangster Leo
- John Farley jako gangster Swan
- Joey Aresco jako agent Campbell
- Garry Chalk jako agent Gardenia
- Byron Mann jako pan Wong
- Jay Brazeau jako Louie Ramoli

i inni